# Biutiful
Biutiful je meksički film iz 2010. redatelja Alejandra Gonzáleza Iñárritua. Biutiful je nominiran za Oscara u dvije kategorije: najbolji strani film i za najbolju mušku ulogu.

## Radnja
Film govori o Uxbalu (Javier Bardem), malom kriminalcu s velikim srcem za svoju djecu. Uxbalu je dijagnosiciran rak i ostalo mu je još malo vremena da živi.

## Uloge (izbor)
- Javier Bardem – Uxbal
- Maricel Álvarez – Marambra
- Hanaa Bouchaib – Ana
- Guillermo Estrella – Mateo
- Eduard Fernández – Tito
- Cheikh Ndiaye – Ekweme
- Diaryatou Daff – Ige

## Vanjske poveznice
- Biutiful u internetskoj bazi filmova IMDb-a
- Službena stranica